# Wolant (lotnictwo)

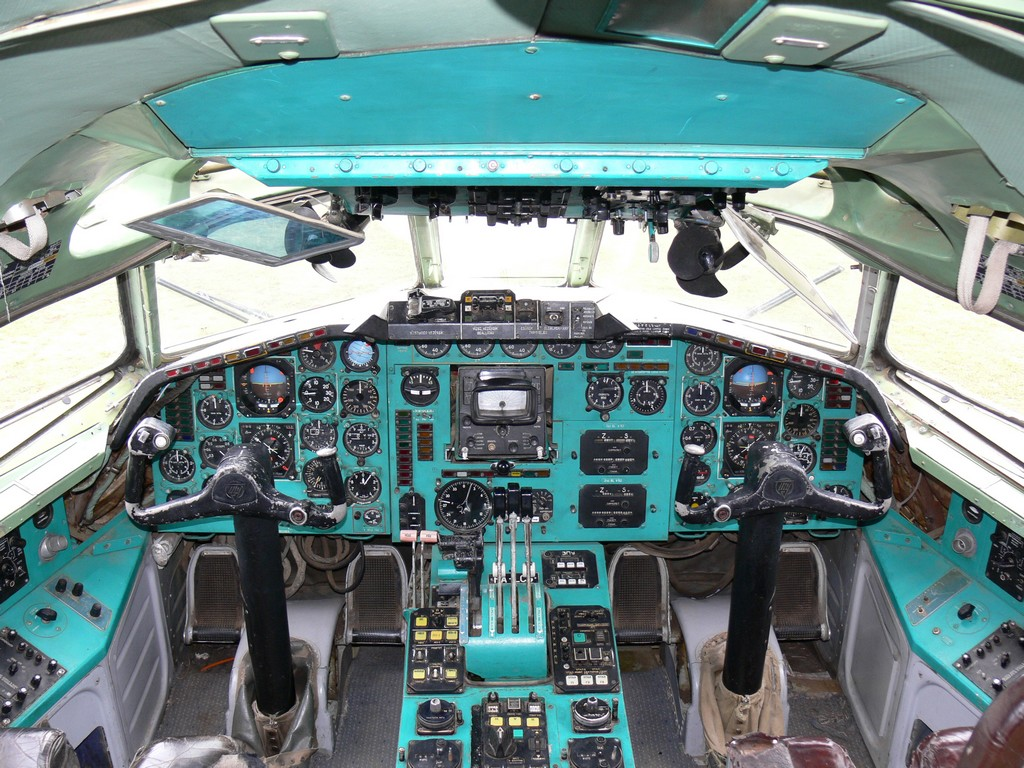
Kabina samolotu Tupolew Tu-154B-2 – widać dwa wolanty, lewy i prawy

Wolant, kolumna sterowa, sterownica – urządzenie sterujące lotkami i sterem wysokości. Ma postać otwartej od góry kierownicy. Przekręcanie wolantu powoduje zmianę położenia lotek, a ściąganie bądź odpychanie wolantu skutkuje podnoszeniem lub opuszczaniem steru wysokości.